# Massacre dos Genoveses

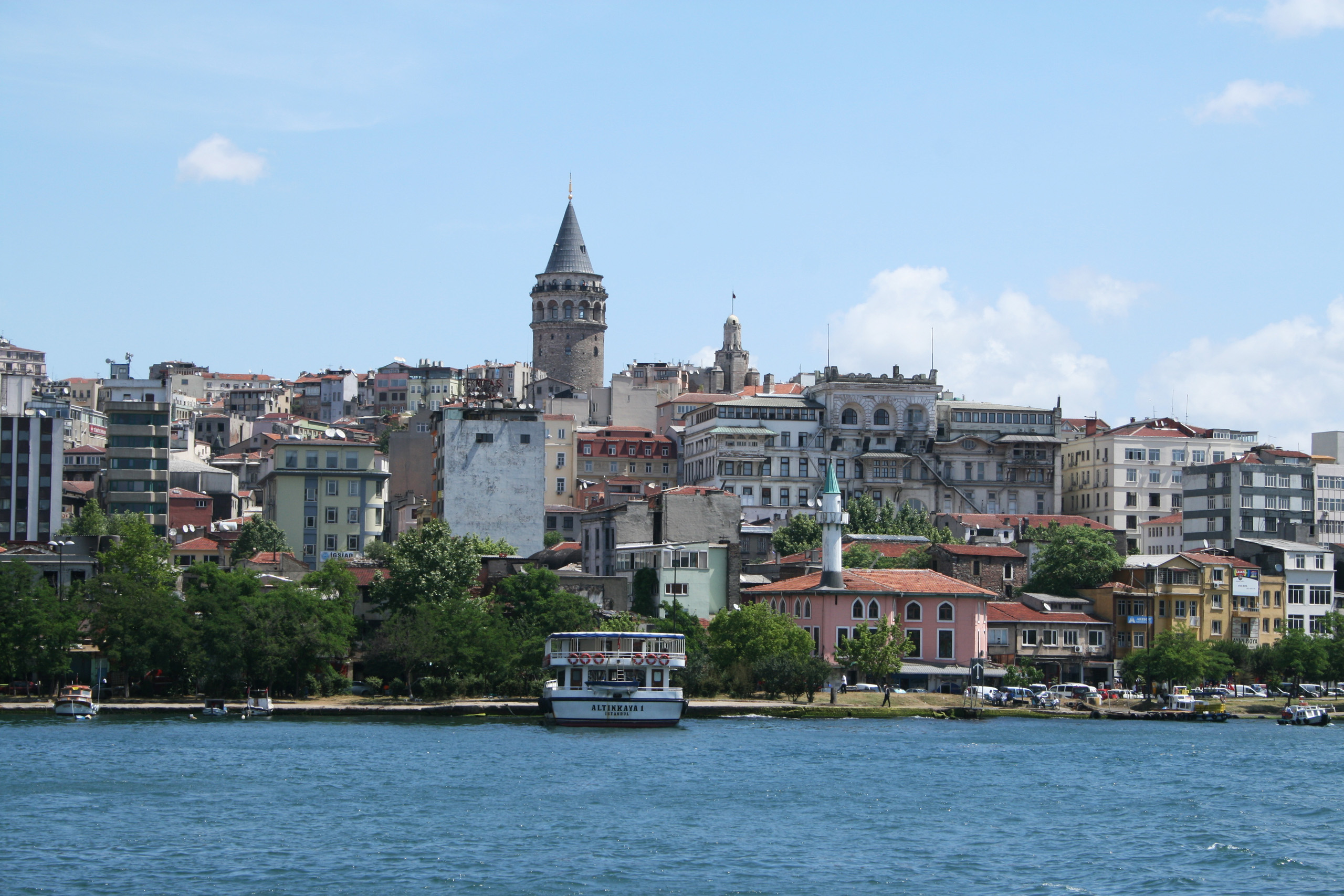
A Torre de Gálata, reconstruída pelos genoveses em 1348, sobressai na antiga colônia comercial genovesa de Pera situada em frente a Constantinopla propriamente dita

O Massacre dos Genoveses foi um confronto armado ocorrido em setembro de 1303 em Constantinopla entre a colônia de mercadores genoveses residentes na cidade e as tropas almogávares da Companhia Catalã do Oriente. Apesar de as fontes divergirem sobre como e quem provocou o confronto, há unanimidade em relação ao resultado: os almogávares massacraram cerca de 3 000 genoveses  

## Antecedentes
Para fazer face à expansão dos turcos, o imperador bizantino Andrônico II Paleólogo contratou os serviços da Companhia Catalã do Oriente, que chegou a Constantinopla em setembro de 1303. A chegada deste novo contingente mercenário catalão e aragonês provocou uma convulsão no equilíbrio de interesses e de poder que sustinham o império Bizantino; em especial irritou os Genoveses, que viram a chegada da Companhia Catalã do Oriente como uma intromissão da Casa de Aragão na área de influência da República de Gênova: o Mediterrâneo Oriental e o império Bizantino.
Por parte de Aragoneses e Catalães, em especial destes últimos, a rivalidade com a República de Gênova fora-se agravando paulatinamente. Apesar de a Coroa de Aragão ter praticamente conseguido expulsar a República de Gênova do Mediterrâneo Oriental e consolidar a sua hegemonia político-militar e comercial, as tensões entre Catalães e Genoveses eram constantes, até o ponto de os Catalães desprezar os Genoveses com o insulto de: "Genoveses, os Mouros brancos". Neste contexto de tensão, a presença de Catalães e Genoveses, juntos numa mesma cidade, derivou depressa num confronto armado.

## Versões sobre a origem do confronto

### Versão de Ramon Muntaner
Ramon Muntaner não explicita como se iniciaram os confrontos, mas atribuiu a responsabilidade aos Genoveses e à sua soberba por se terem concentrado frente do palácio de Blaquerna agitando a bandeira da República de Gênova enquanto se celebrava a festa pelo casamento de Rogério de Flor com Maria Asanina (filha de João Asen III da Bulgária).

### Versão de Paquimeres
Jorge Paquimeres afirma que a origem da disputa foi uma dívida de 20 000 ducados que Rogério de Flor contraíra com os Genoveses na época  da Guerra de Sicília e que nunca saldara. Isto teria provocado a sua indignação e levá-los-ia a se concentrarem frente do palácio de Blaquerna durante a festa do casamento.

### Versão de Francesc de Montcada
Francesc de Montcada i de Montcada afirma que o confronto se originou quando, ao verem um almogávar que passeava só por Constantinopla, dois Genoveses burlaram-se devido à sua vestimenta e figura. O almogávar respondeu à ofensa verbal com violência, e não duvidou em tirar a espada e atacar os Genoveses. A partir deste momento começaram os confrontos.

## A batalha
Os Genoveses apresentaram-se frente do Palácio de Blaquerna em formação e agitando a bandeira da República de Gênova durante a festa de casamento de Rogério de Flor. Os quartéis das tropas almogávares encontravam-se perto do palácio e, sem nenhuma indicação por parte dos oficiais, as tropas almogávares e os marinheiros da companhia saíram armados dos quartéis portando uma bandeira do Rei de Aragão. Primeiramente, começaram a bater todos os setores que rodeavam o complexo palaciano e, assegurado o perímetro, concentraram-se frente da formação dos Genoveses. 

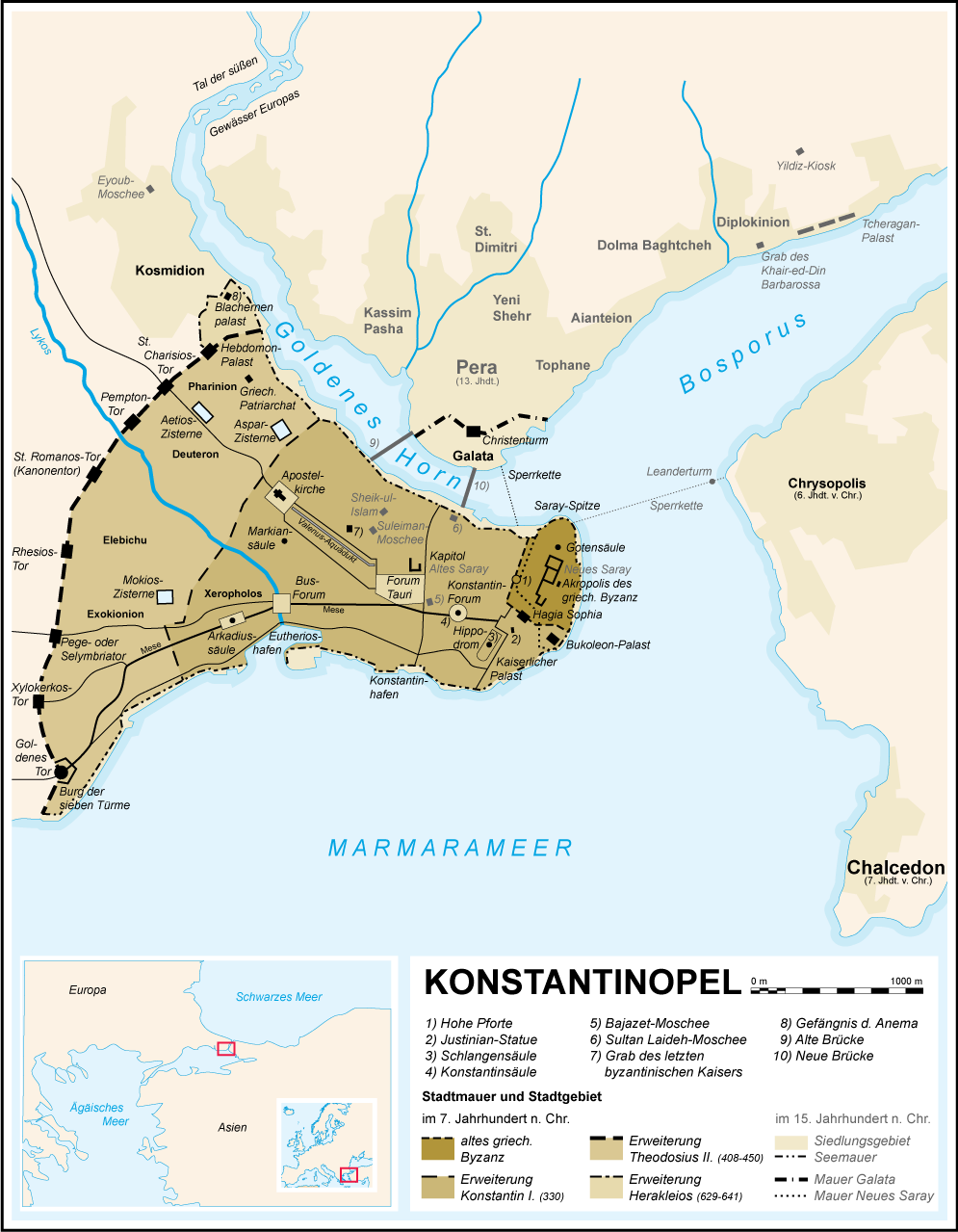
O Palácio de Blaquerna a norte de Constantinopla e a colônia genovesa de Pera na outra margem do estuário.

Ainda com a presença das tropas almogávares, os Genoveses, liderados por Russo de Finar, persistiram na sua atitude hostil e desafiante, confiados em que o seu grande número dissuadiria os Almogávares. Neste momento chegaram 30 escudeiros com os cavalos armados, pois os cavaleiros da Companhia encontravam-se com o restante da aristocracia bizantina celebrando o casamento de Rogério de Flor. Finalmente, os escudeiros brocaram os cavalos e investiram contra a multidão de Genoveses pelo centro, onde se encontrava Russo de Finar agitando a bandeira de Gênova. A carga dos escudeiros quebrou a formação genovesa; depois, os Almogávares iniciaram a ofensiva penetrando no meio da formação. A partir daquele momento o pânico estendeu-se entre os Genoveses, e os Catalães dedicaram-se a exterminar  e degolar todos os Genoveses que encontravam.
Finalmente, os que se encontravam no Palácio deram-se conta do que estava ocorrendo. Apesar de que o imperador Andrônico II Paleólogo, que se encontrava com Rogério de Flor, afirmou que se alegrava de que os Genoveses topassem com quem humilhasse o seu orgulho, ordenou ao grande drungário, Estêvão Marzala, que parasse a matança de Genoveses e impedisse aos Almogávares cruzar o estuário, para evitar que alcançassem a colônia comercial genovesa de Pera. Contudo, os esforços bizantinos para parar a carniçaria foram em vão, e Estêvão Marzala também foi assassinado e o seu cadáver foi trociscado pelos Almogávares. 
Então, o confronto com os Genoveses derivara numa caçada, e o perigo de que os Almogávares se lançassem sobre colônia comercial genovesa de Pera era iminente. O imperador Andrônico II Paleólogo suplicou a Rogério de Flor que parasse a almogavaria e este ordenou a todos os cavaleiros e rico-homens da Companhia que se alinhassem. Finalmente, Rogério de Flor e os cavaleiros conseguiram parar os Almogávares e estes voltaram para os quartéis militares do Palácio de Blaquerna. O massacre dos genoveses de Constantinopla terminou com um balanço de 3000 mortos.

## Consequências

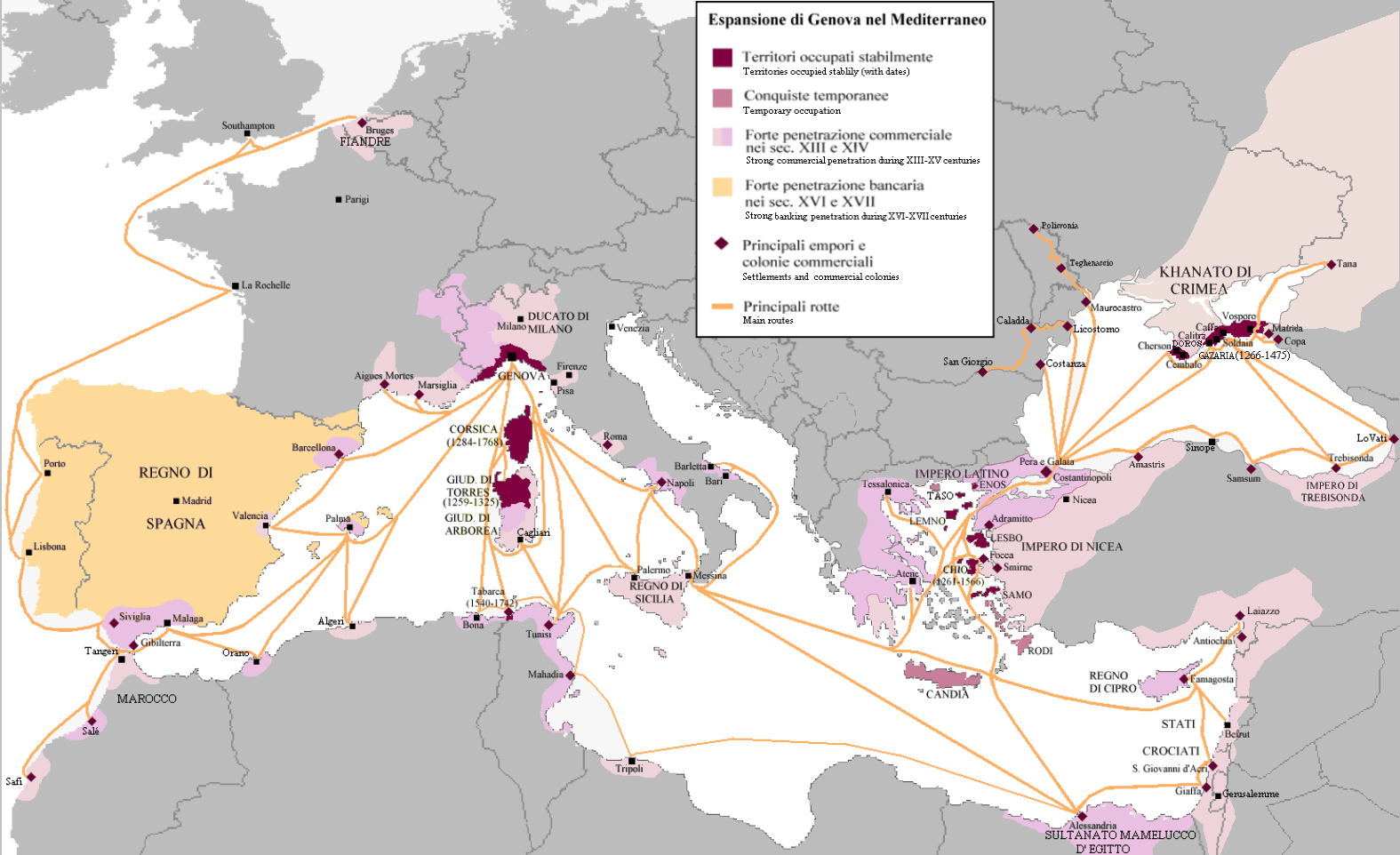
Expansão comercial da República de Gênova.

O confronto com os Genoveses deixara claro que a Companhia Catalã  do Oriente não era uma simples companhia de mercenários como outras que serviram ao império Bizantino, senão, apesar de se tratar efetivamente de mercenários, consideravam-se uma unidade militar politizada, onde residia a honra da Casa de Aragão. A política agressiva e expansionista que a Coroa de Aragão tinha imposto no Mediterrâneo Ocidental, rivalizando com a República de Gênova, transladava-se agora ao Mediterrâneo Oriental.
Por outro lado, o confronto com uns teóricos aliados, ambos na luta contra a invasão dos Otomanos, deixava uma ferida difícil de cicatrizar. Durante o seu reinado, o imperador bizantino Andrônico II Paleólogo aplicara uma drástica redução da despesa pública destinada a fins militares, e a frota bizantina ficara reduzida à mínima expressão. A consequência disto, as munições, o translado de tropas e o envio de fornecimentos ficariam sob domínio dos Genoveses. Além disso, o poder da República de Gênova no Mediterrâneo Oriental era enorme, com colônias comerciais e presídios repartidos por toda Grécia, o Ponto e Palestina. 
Rogério de Flor tentou compensar parcialmente este desequilíbrio. Durante o massacre também resultara morto Estêvão Marzala, o grande drungário, que era o almirante da frota bizantina e, portanto, subalterno direto do mega-duque, cargo ocupado pelo mesmo Rogério de Flor. Isto ofereceu a este a possibilidade de situar um homem da sua máxima confiança e pressionou o Imperador bizantino para que aceitasse a nomeação de Ferrando de Ahones como novo grande drungário da frota. Assim Rogério de Flor assegurou-se de que, quando a Companhia se internasse em território inimigo, teria a garantia de contar sempre com o apoio da frota, ou ao menos de uma parte dela, para os socorrer no que fosse preciso, quer se tratasse de evacuá-los, de lhes trazer reforços, ou de aprovisioná-los com fornecimentos. Novamente o peso político e militar de Rogério de Flor dentro do império Bizantino acrescentava-se, conseguindo tornar-se não apenas em parente direto do imperador bizantino, amparado por um cargo de dignidade imperial, mas agora conseguia, além disso, o controlo da frota bizantina.